# Аварийная ситуация на железнодорожном транспорте
Аварийная ситуация — состояние железнодорожной транспортной системы при движении поездов и маневровой работе, характеризующееся отклонением от состояния нормального функционирования. При этом либо происходит инцидент или транспортное происшествие, либо появляется непосредственная угроза возникновения инцидента или транспортного происшествия.

## Причины возникновения
Аварийная ситуация может возникнуть по следующим причинам:
- Опасные отказы технических средств железнодорожного транспорта
- Ошибки локомотивных бригад и другого железнодорожного персонала
- Недопустимые внешние воздействия